# Правило на Клечковски
Правилото на Клечковски, известно също под имената правило на Маделунг и принцип на запълване (на немски: Aufbauprinzip) е принцип за обяснение на различните свойства на химическите елементи със строежа на съответните атоми. То най-общо гласи: Електроните в атома се стремят да заемат винаги онова състояние (онази атомна орбитала, АО), което е с най-ниска енергия. Тя на свой ред зависи от сбора на главното квантово число и орбиталното квантово число (n + l). Състояния с по-голяма сума имат по-висока енергия. Ако сумата на две състояния е равна, то състоянието с по-малко n има по-ниска енергия.

## Обяснение
Правилото на Клечковски най-общо показва къде се намират схематично електроните около ядрото при отделните химични елементи. Ако разгледаме периодичната система и следваме простата логика на нарастване на броя на електроните в електронните обвивки, то в четвърти период например би трябвало те да са:
Калий (19 е-) – 1s2 2s2 2p6 3s2 3p6 4s1
Калций (20 е-) – ..........................3d2
Скандий (21 е-) – .........................3d3
Титан (22 е-) – .............................3d4 и т.н. до запълване на 3d – атомна орбитала (АО) със съответно 10 електрона, чак след което да се продължи към запълване на 4s подслой.
Но тъй като електроните винаги се стремят да заемат онова състояние (ако е възможно) което има най-ниска енергия, вместо след запълване на 3p6  подслоя електроните ще запълнят 4s подслоя и след това ще започнат да запълват 3d.
И така електроните запълват „празните“ АО на даден атом по правилото винаги да се намират в състоянието с най-ниска енергия, което е възможно.
Енергията на отделните АО нараства в следния ред:

1s< 2s < 2p < 3s < 3p < 4s < 3d < 4p < 5s < 4d < 5p < 6s и т.н.
Това също може да се представи и в графичен вид, като отделните атомни орбитали са изписани една под друга. Правилото на Клечковски се извежда като се следва пътя на стрелката, задраскваща орбиталите по диагонал отгоре вдясно надолу наляво, като това е добър метод за извеждане на правилото, ако последователността бъде забравена.
И ако следване правилото електронната конфигурация на:
Калий (19 е-) – 1s2 2s2 2p6 3s23p6 4s1
Калций (20 е-) – .........................4s2
Скандий (21 е-) – .......................4s2 3d1
Титан (22 е-) – ........................... 4s2 3d2 т.н. до запълване на 4p АО при инертния газ криптон:
Криптон (36 е-) – .........................4s2 3d104p6  (макар че може да се запише и ....3d10 4s2 4p6)

## Изключения
Има обаче няколко изключения. В някои атоми запълването с електрони не се придържа към правилото и те имат странни електронни конфигурации:
| Елемент      | Предвидена конфигурация | Реална конфигурация |
| ------------ | ----------------------- | ------------------- |
| мед, Cu      | [Ar] 3d9 4s2            | [Ar] 3d10 4s1       |
| сребро, Ag   | [Kr] 4d9 5s2            | [Kr] 4d10 5s1       |
| злато, Au    | [Xe] 4f14 5d9 6s2       | [Xe] 4f14 5d10 6s1  |
| паладий, Pd  | [Kr] 4d8 5s2            | [Kr] 4d10           |
| хром, Cr     | [Ar] 3d4 4s2            | [Ar] 3d5 4s1        |
| молибден, Mo | [Kr] 4d4 5s2            | [Kr] 4d5 5s1        |